# Grande Prêmio da Alemanha de 2002
Resultados do Grande Prêmio da Alemanha de Fórmula 1 (formalmente LXIV Großer Mobil 1 Preis von Deutschland) realizado em Hockenheim em 28 de julho de 2002. Décima segunda etapa da temporada, foi vencido pelo alemão Michael Schumacher, da Ferrari, que subiu ao pódio ladeado por Juan Pablo Montoya e Ralf Schumacher, pilotos da Williams-BMW.

## Resumo
- Primeira corrida disputada em novo traçado, de 6.823 km reduzidos para 4.574 km, o que gerou inúmeras críticas até os dias de hoje.
- Foi o último GP disputado pela equipe Arrows. Com graves problemas financeiros, a escuderia desiste de disputar o restante da temporada, e posteriormente anuncia oficialmente que deixa a Fórmula 1 e decreta falência. Também seria a ultima corrida de Enrique Bernoldi na categoria.[3]

## Corrida
| Pos.   | Nº | Piloto                | Construtor       | Voltas | Tempo/Diferença | Grid | Pontos |
| ------ | -- | --------------------- | ---------------- | ------ | --------------- | ---- | ------ |
| 1      | 1  | Michael Schumacher    | Ferrari          | 67     | 1:27:52.078     | 1    | 10     |
| 2      | 6  | Juan Pablo Montoya    | Williams-BMW     | 67     | + 10.503        | 4    | 6      |
| 3      | 5  | Ralf Schumacher       | Williams-BMW     | 67     | + 14.466        | 2    | 4      |
| 4      | 2  | Rubens Barrichello    | Ferrari          | 67     | + 23.195        | 3    | 3      |
| 5      | 3  | David Coulthard       | McLaren-Mercedes | 66     | + 1 volta       | 9    | 2      |
| 6      | 7  | Nick Heidfeld         | Sauber-Petronas  | 66     | + 1 volta       | 10   | 1      |
| 7      | 8  | Felipe Massa          | Sauber-Petronas  | 66     | + 1 volta       | 14   |        |
| 8      | 10 | Takuma Sato           | Jordan-Honda     | 66     | + 1 volta       | 12   |        |
| 9      | 24 | Mika Salo             | Toyota           | 66     | + 1 volta       | 19   |        |
| Ret    | 9  | Giancarlo Fisichella  | Jordan-Honda     | 59     | Motor           | 6    |        |
| Ret    | 4  | Kimi Räikkönen        | McLaren-Mercedes | 59     | Spin            | 5    |        |
| Ret    | 16 | Eddie Irvine          | Jaguar-Cosworth  | 57     | Freios          | 16   |        |
| Ret    | 21 | Enrique Bernoldi      | Arrows-Cosworth  | 48     | Motor           | 18   |        |
| Ret    | 12 | Olivier Panis         | BAR-Honda        | 39     | Motor           | 7    |        |
| Ret    | 14 | Jarno Trulli          | Renault          | 36     | Spin            | 8    |        |
| Ret    | 11 | Jacques Villeneuve    | BAR-Honda        | 27     | Câmbio          | 11   |        |
| Ret    | 15 | Jenson Button         | Renault          | 24     | Motor           | 13   |        |
| Ret    | 25 | Allan McNish          | Toyota           | 23     | Motor           | 17   |        |
| Ret    | 23 | Mark Webber           | Minardi-Asiatech | 23     | Pane hidráulica | 21   |        |
| Ret    | 20 | Heinz-Harald Frentzen | Arrows-Cosworth  | 18     | Pane hidráulica | 15   |        |
| Ret    | 17 | Pedro de La Rosa      | Jaguar-Cosworth  | 0      | Transmissão     | 20   |        |
| Fonte: |    |                       |                  |        |                 |      |        |

## Tabela do campeonato após a corrida
| Pos.   | Piloto             | Pontos |
| ------ | ------------------ | ------ |
| 1      | Michael Schumacher | 106    |
| 2      | Juan Pablo Montoya | 40     |
| 3      | Ralf Schumacher    | 36     |
| 4      | Rubens Barrichello | 35     |
| 5      | David Coulthard    | 32     |
| Fonte: |                    |        |

| Pos.   | Equipe           | Pontos |
| ------ | ---------------- | ------ |
| 1      | Ferrari          | 141    |
| 2      | Williams-BMW     | 76     |
| 3      | McLaren-Mercedes | 49     |
| 4      | Renault          | 15     |
| 5      | Sauber-Petronas  | 11     |
| Fonte: |                  |        |

- Nota: Somente as primeiras cinco posições estão listadas e os campeão mundial de pilotos surge grafado em negrito.